# Валугана Алта (Виченца)
Валугана Алта је насеље у Италији у округу Виченца, региону Венето.
Према процени из 2011. у насељу је живело 22 становника. Насеље се налази на надморској висини од 143 м.